# Alexanderplatz (métro de Berlin)
Alexanderplatz est une station de correspondance entre les lignes 2, la 5 et 8 du métro de Berlin, en Allemagne. Elle est située sous la place à laquelle elle doit son nom, dans le quartier de Mitte à Berlin.
Elle est en correspondance directe avec la gare de Berlin Alexanderplatz, troisième gare de la capitale par son importance.

## Situation sur le réseau
La station de correspondance du métro Alexanderplatz dispose de trois sous-stations : sur la ligne 2 du métro de Berlin, elle est située entre la station Rosa-Luxemburg-Platz, en direction du terminus Pankow, et la station Klosterstraße, en direction du terminus Ruhleben. Elle dispose d'un quai central encadré par les deux voies de la ligne ; sur la ligne 5 du métro de Berlin, elle est située entre la station Rotes Rathaus, en direction du terminus Hauptbahnhof, et la station Schillingstraße, en direction du terminus Hönow. Elle dispose d'un quai central encadré par les deux voies de la ligne ; sur la ligne 8 du métro de Berlin, elle est située entre la station Weinmeisterstraße, en direction du terminus Wittenau, et la station Jannowitzbrücke, en direction du terminus Hermannstraße. Elle dispose des deux voies de la ligne encadrées par deux quais latéraux.

Plans
Du métro.
De la station.

## Histoire
Le quai de l'actuelle ligne U2 a été construit entre 1910 et 1913 par Alfred Grenander et ouvert le 1er juillet 1913. Déjà à l'époque on avait mis en place sous ce quai les bases d'une future ligne vers Friedrichshain. Cette ligne ne fut jamais construite à cause de la Première Guerre mondiale.
Quelques années plus tard la AEG voulut installer une ligne de métro dans la direction Nord-Sud (ce qui deviendra la ligne U8). À cette fin on creusa à l'ouest des voies aériennes du Stadtbahn un tunnel. À la suite du retrait de la AEG pour des raisons financières, la ligne commencée fut reprise par la ville de Berlin. On se décida cependant à faire passer la nouvelle ligne par l'Alexanderplatz, pour permettre un raccordement à l'actuelle U2. Dès 1926, cette nouvelle station à côté du Stadtbahn commença à être construite et fut ouverte le 18 avril 1930.
Dès 1926-1927, on commença la construction d'une nouvelle ligne en direction de l'est qui deviendra l'actuelle U5. La station, qui comptait quatre quais, fut accolée aux stations attenantes pour ainsi les relier. Les quais extérieurs furent prévus pour une ligne supplémentaire vers Weißensee (Cette ligne n'a toujours pas été réalisée). La station de l'actuelle U5 ouvrit le 21 décembre 1930.
Les stations des U5 et U8 comme les niveaux souterrains piétonniers reliés qui devaient être exemplaires pour des installations semblables, étaient construites dans le style de la Nouvelle Objectivité, à la place des éléments historicisants. L'architecte était Alfred Grenander, dont le style avait notablement évolué en 17 ans.
Pendant la partition de Berlin (1961-1989), le quai de la U8 fut séparé du reste de la station et ses accès murés, afin que les trains du secteur ouest passent à travers le secteur oriental sans s'arrêter. La station était appelée station fantôme. Pour dissimuler l'existence de ce quai, les endroits murés était habillés par des trompe-l'œil ressemblant à s'y méprendre aux carreaux muraux typiques de la gare.
À l'ouest de la station terminus de la ligne U5 se trouvait à l'origine une installation de quais de transport. Le dénommé Waisentunnel est relié à cette installation, par lui les voitures peuvent être échangées avec la U8. Cette liaison utilise le tunnel construit et jamais employé par la AEG. Le 4 décembre 2020, la ligne U5 est prolongée vers l'ouest en direction de la nouvelle gare centrale de Berlin en passant par les stations Brandenburger Tor et Bundestag.
Après la réunification la station de métro fut rénovée pour un total de 36 millions d'euros. La BVG entretint les carreaux turquoise caractéristiques. Les quais des U5 et U8 furent remis à neuf avec un sol de granit clair. Le quai de la U2 reçut un nouvel asphalte. Pour la construction des escalators, on déplaça quelques escaliers. La station comporte aujourd'hui quatre ascenseurs, 86 escaliers et neuf entrées.

## Service des voyageurs

### Accueil
La gare a la forme d'un H. La ligne 2 passe par le bras est, la 8 par le bras ouest et la 5 dans le niveau transversal inférieur. Les quais des lignes 2 et 8 sont reliés par une galerie marchande dans la gare avec la U5.

### Desserte
Alexanderplatz est desservie par les rames circulant sur les lignes 2, 5 et 8 du métro.

#### Station ligne 2

L2 Installations et desserte
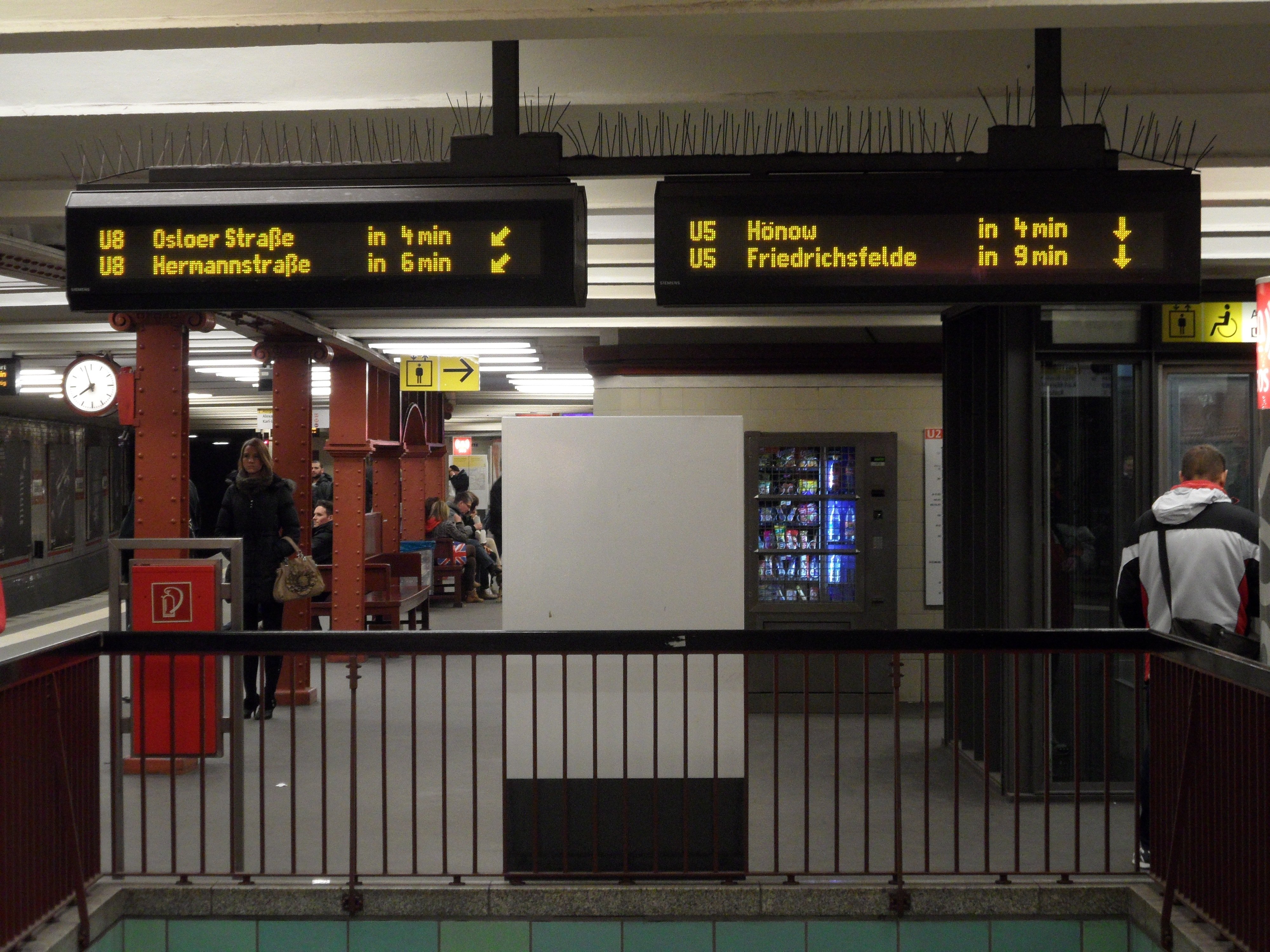
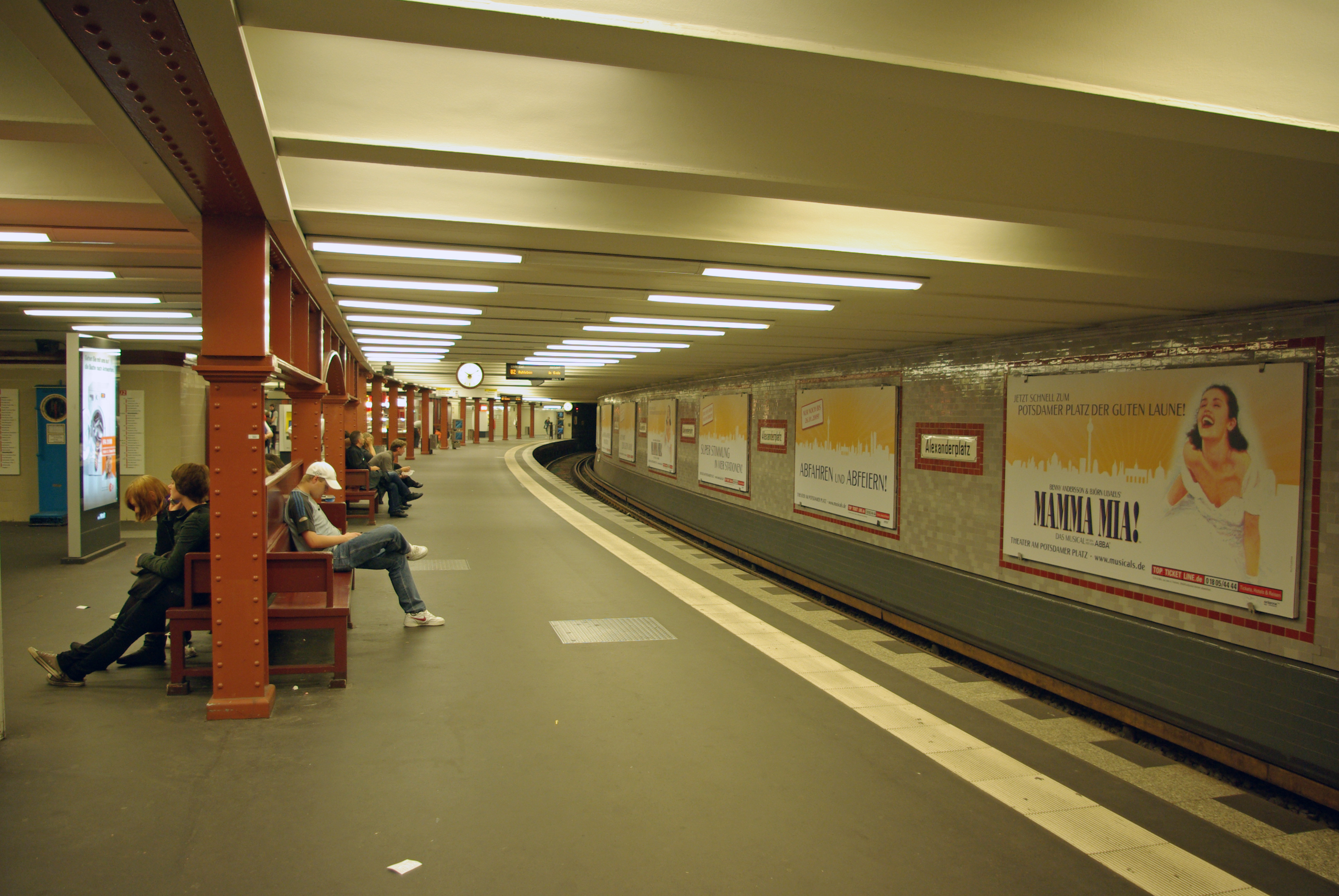
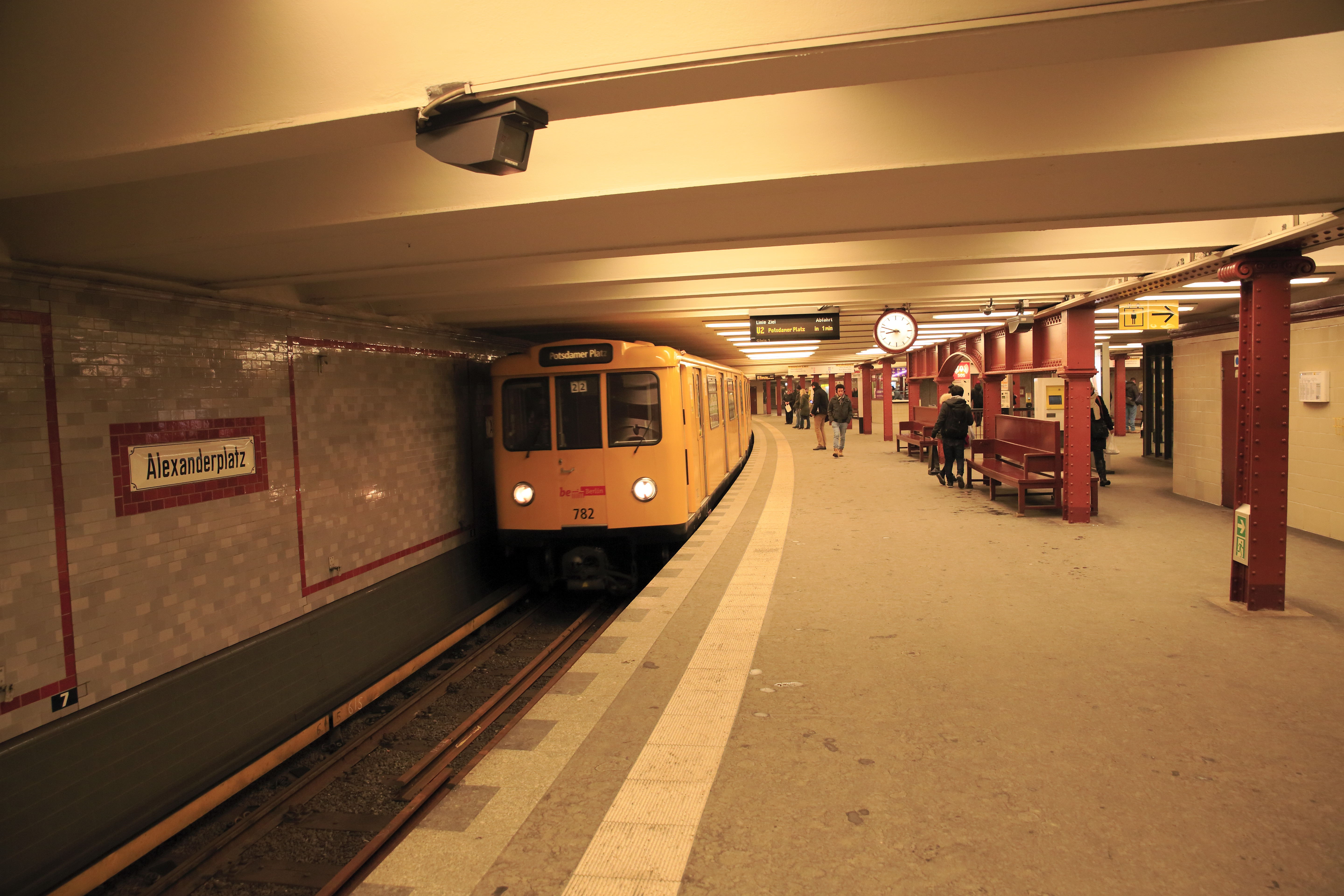

#### Station ligne 5

L5 Installations et desserte
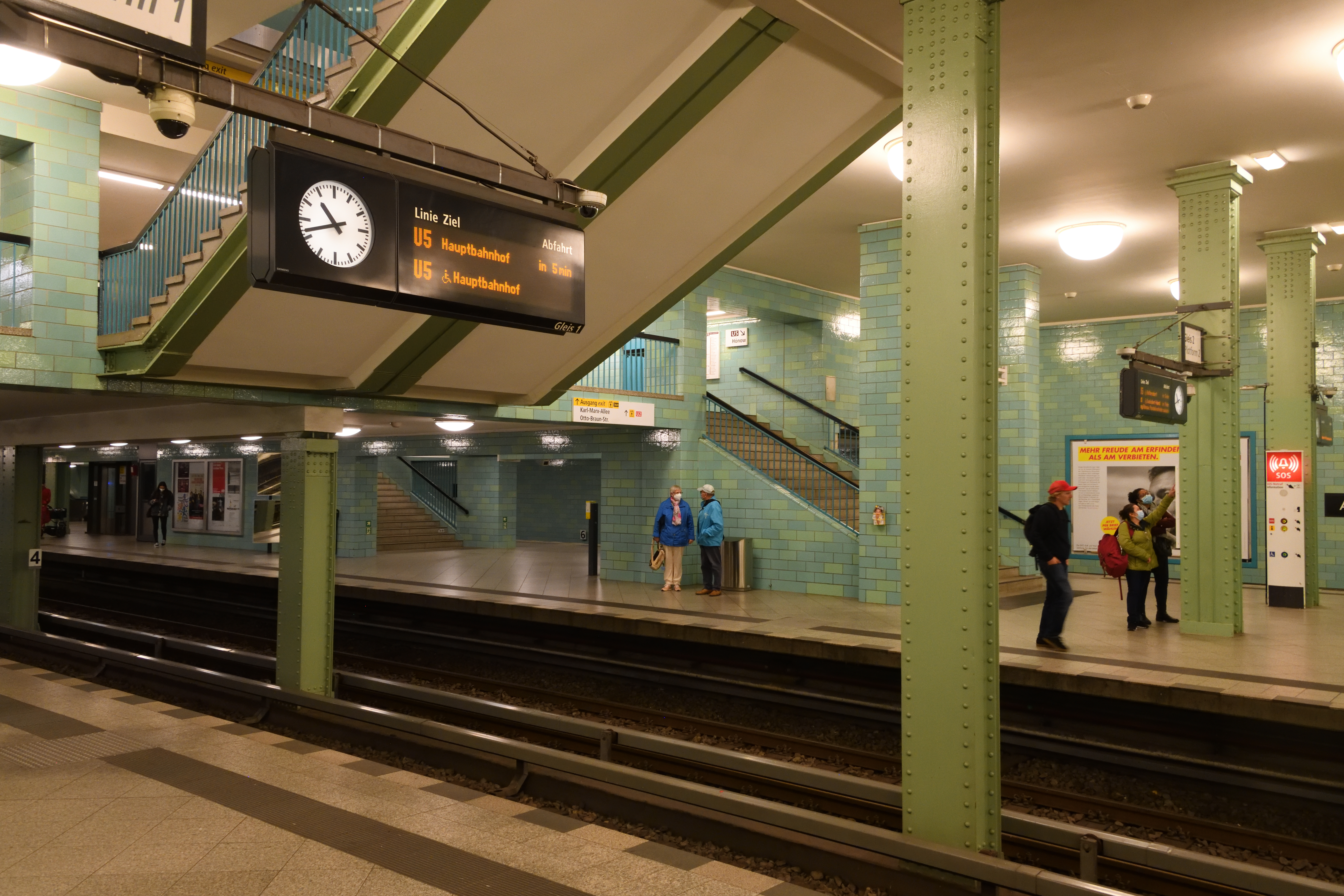
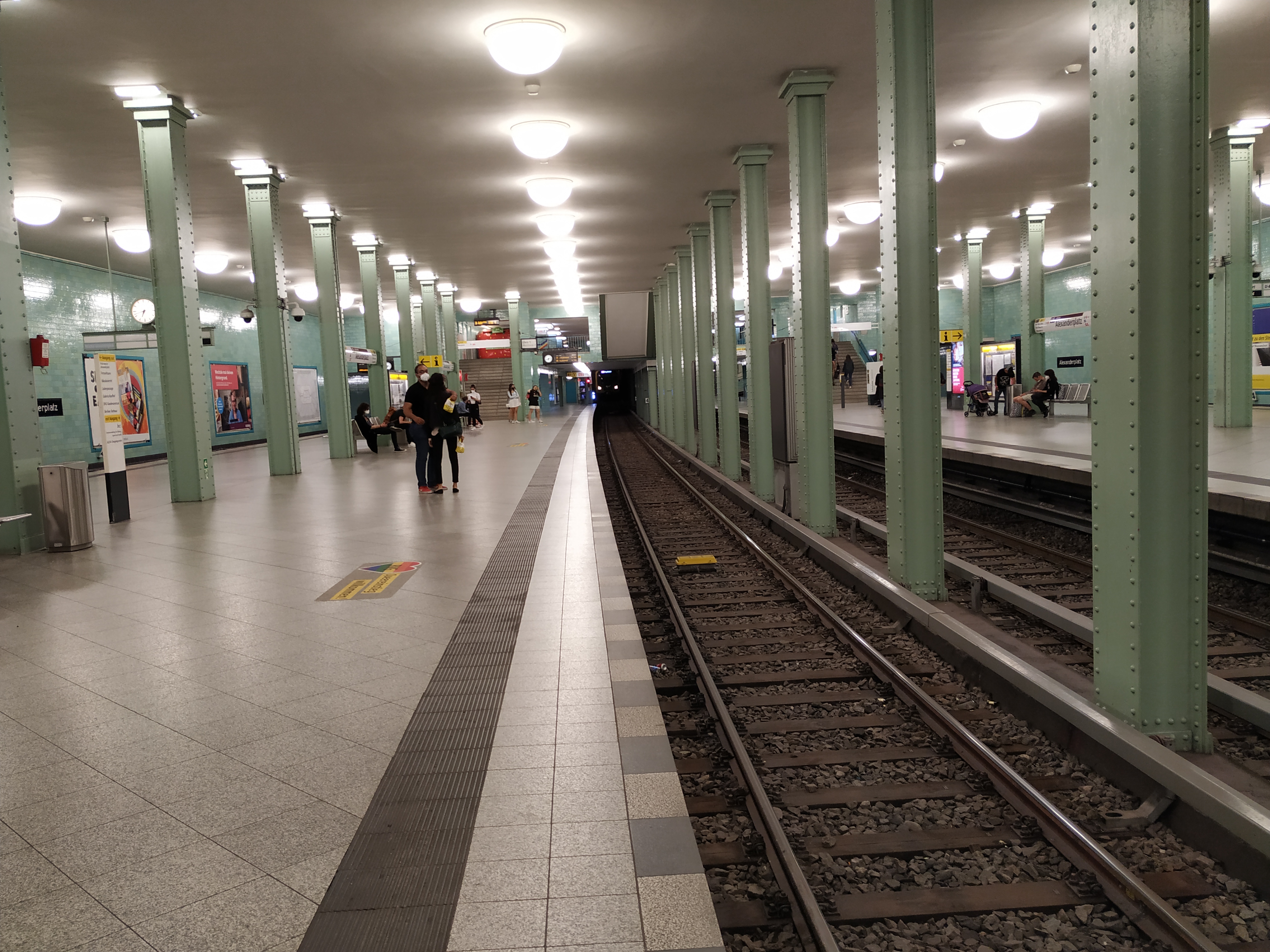
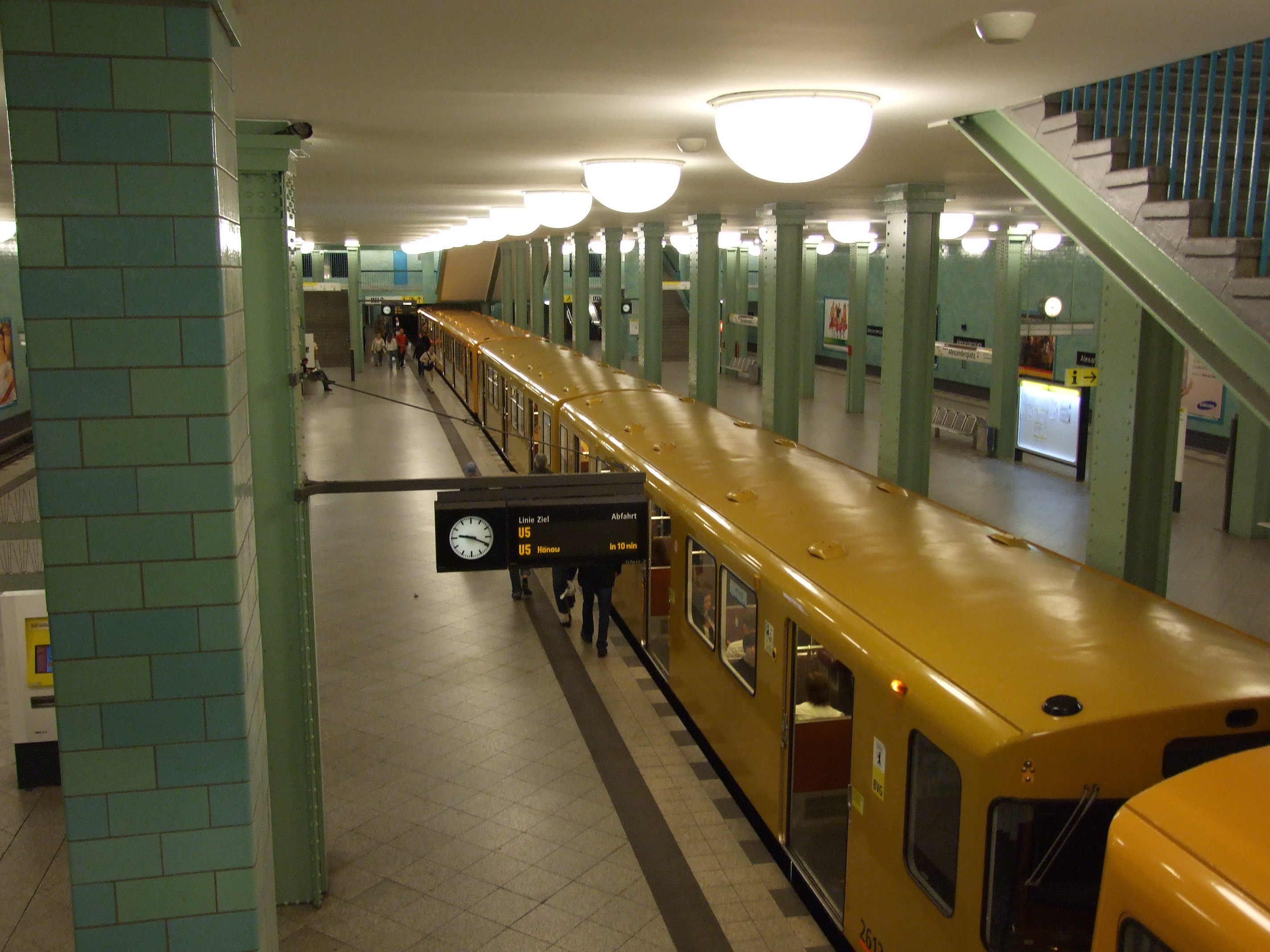

#### Station ligne 8

L8 Installations et desserte
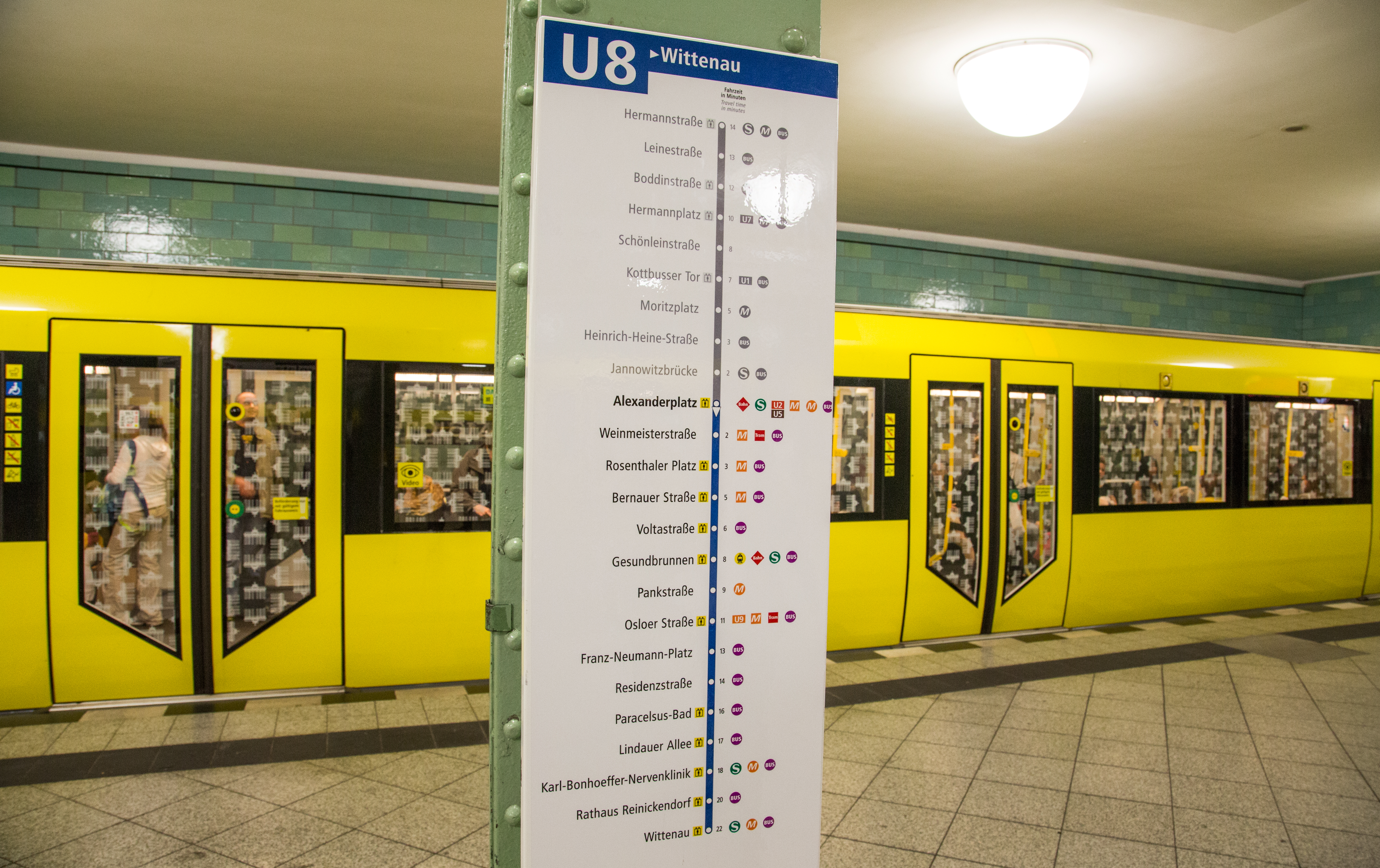
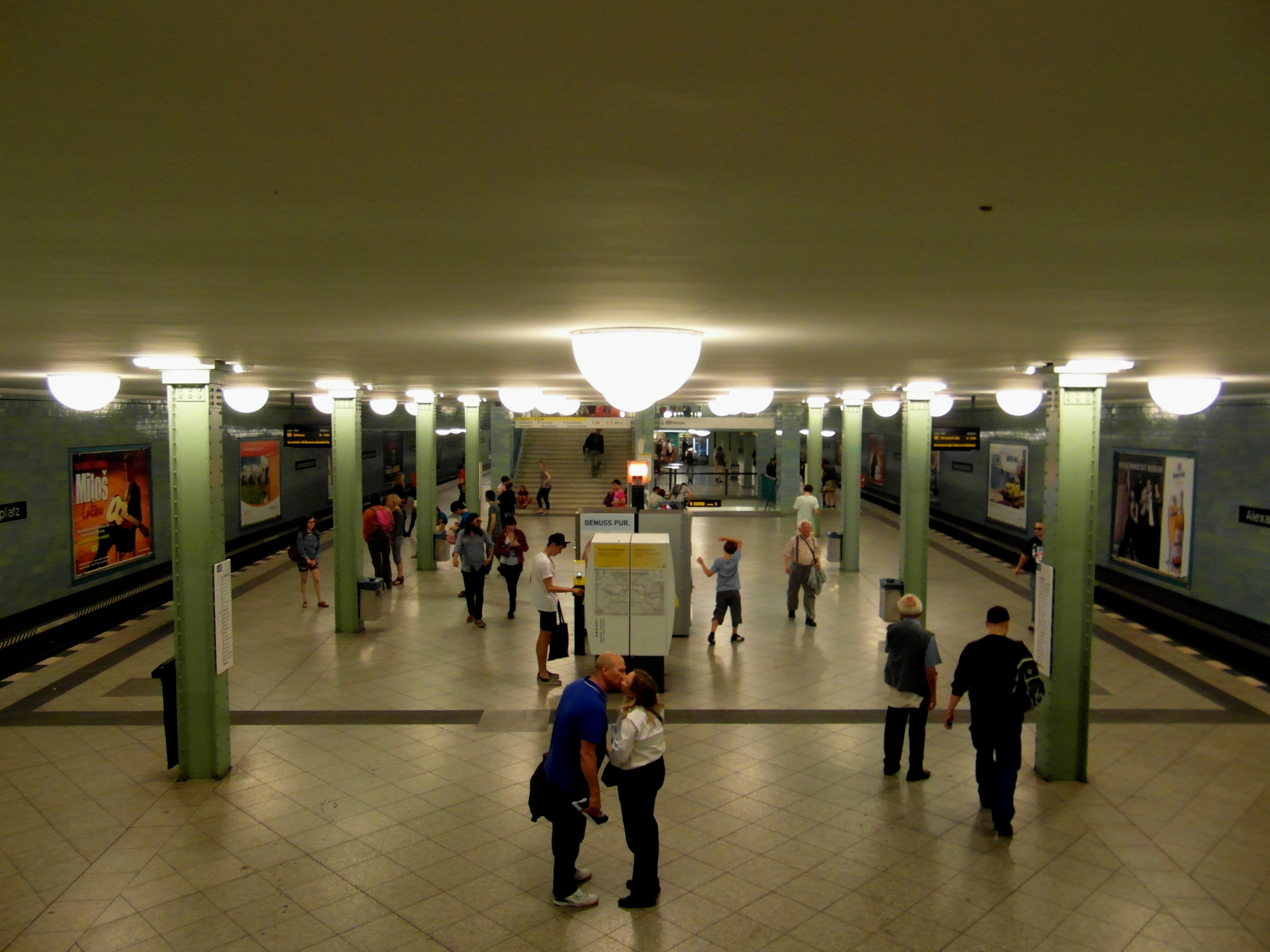
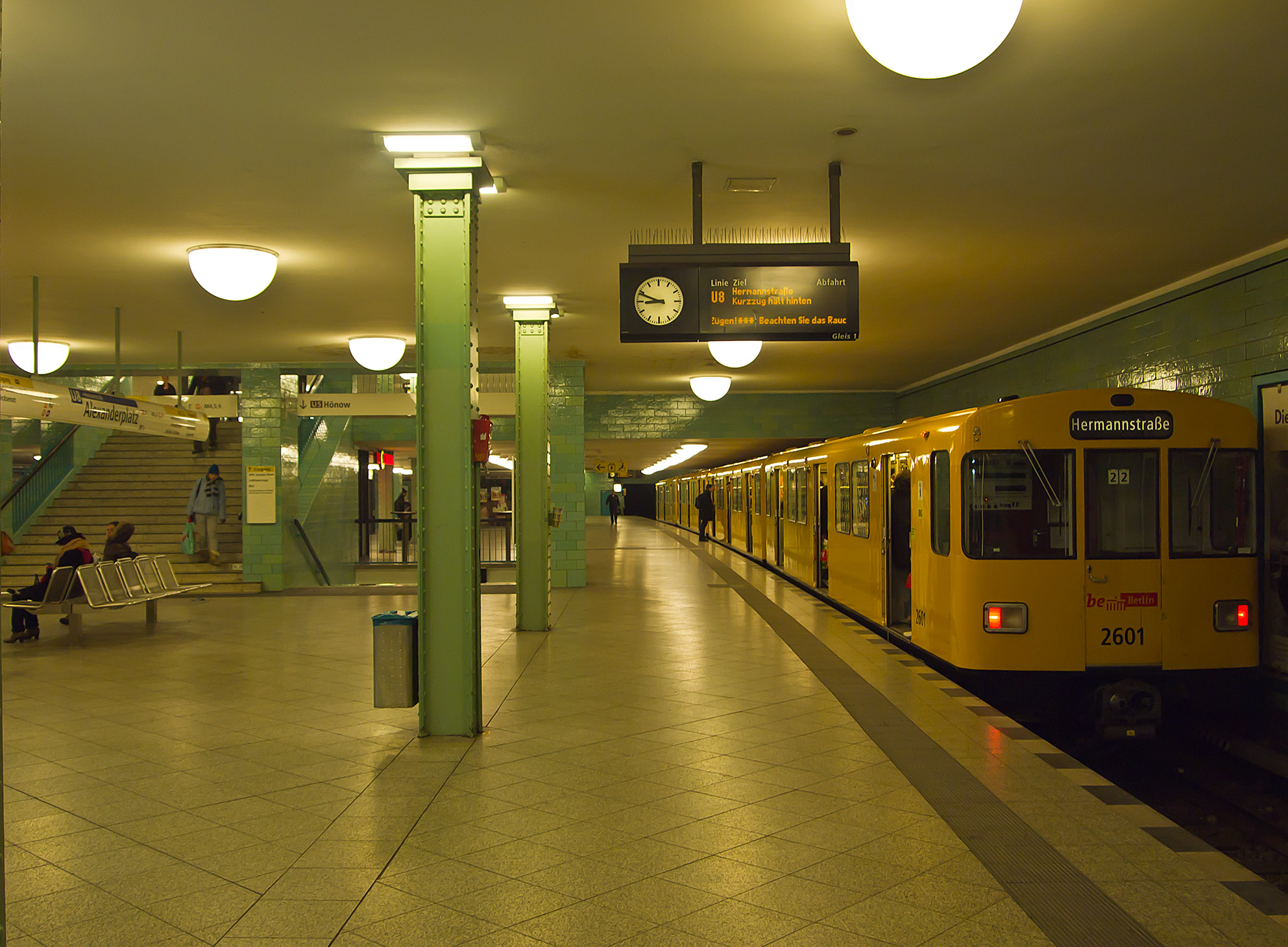

### Intermodalité
Elle est en correspondance avec la gare de Berlin Alexanderplatz.